# Paul Redlich
Paul Redlich (* 17. Januar 1893 in Braunschweig; † 3. März 1944 in Brandenburg-Görden) war ein deutscher Politiker der Weimarer Republik und Reichstagsabgeordneter (KPD) von 1930 bis 1933. Er war Widerstandskämpfer gegen das nationalsozialistische Regime.

## Leben
Nach dem Besuch der Volksschule machte er zwischen 1907 und 1911 eine Lehre als Maler in Holzminden. Redlich war danach in diesem Beruf tätig und seit 1912 freigewerkschaftlich organisiert. Zwischen 1914 und 1918 nahm er am Ersten Weltkrieg teil. Nach dem Ersten Weltkrieg trat er der KPD 1920 bei, in der er zahlreiche Funktionen übernahm. Ab 1928/29 engagierte sich Redlich für die Revolutionäre Gewerkschafts-Opposition. Ab Mitte 1931 wurde er Gauleiter des Einheitsverbandes der Land- und Forstarbeiter (EVLF), einem "roten" RGO-Verband, im RGO-Bezirk Brandenburg-Lausitz-Grenzmark-Altmark.
Zwischen 1924 und 1932 war Redlich Stadtverordneter für die KPD, zunächst 1924 und 1929 als unbesoldeter Stadtrat der Stadt Brandenburg an der Havel sowie 1925 bis 1929 zugleich Mitglied des Brandenburgischen Provinzial-Landtages.
Am 17. November 1929 wurde er Mitglied des Brandenburgischen Provinzial-Ausschusses; in dieser Funktion blieb er bis 1932. In den Reichstag wurde er 1930 (5. Wahlperiode) für den Wahlkreis 4 (Potsdam I) gewählt; dem Parlament gehörte er bis 1933 an.
Nach der Machtübernahme der Nationalsozialisten wurde Redlich vom Februar 1933 bis zum Januar 1934 im KZ Sonnenburg gefangen gehalten. Nach der Entlassung stand er unter Beobachtung der Gestapo. Redlich starb im Krankenhaus Brandenburg an den Folgen der Inhaftierung im KZ. Als offizielle Todesursache wurden Tuberkulose und eine Magenerkrankung angegeben.

## Gedenken

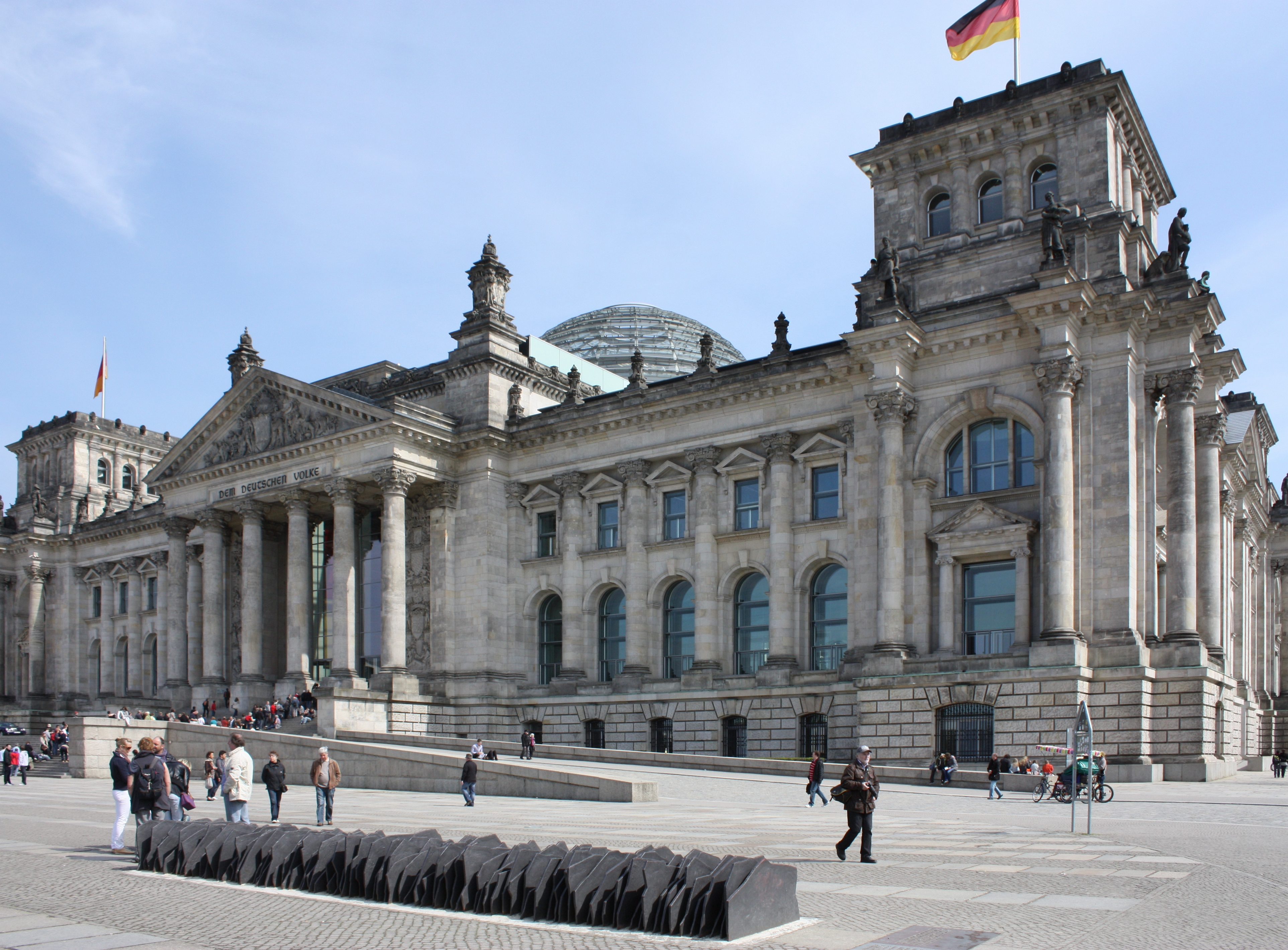
Gedenktafeln am Reichstag

Seit 1992 erinnert in Berlin in der Nähe des Reichstags eine der 96 Gedenktafeln für von den Nationalsozialisten ermordete Reichstagsabgeordnete an Redlich.